# Геленешть (комуна)
Геленешть, Геленешті (рум. Gălănești) — комуна у повіті Сучава в Румунії. До складу комуни входять такі села (дані про населення за 2002 рік):
- Геленешть (1485 осіб)
- Хуржуєнь (1084 особи)

Комуна розташована на відстані 386 км на північ від Бухареста, 44 км на північний захід від Сучави.

## Населення
За даними перепису населення 2002 року у комуні проживали 6232 особи.
Національний склад населення комуни:
| Національність | Кількість осіб | Відсоток |
| -------------- | -------------- | -------- |
| румуни         | 5501           | 88,3%    |
| цигани         | 726            | 11,6%    |
| угорці         | 2              | < 0,1%   |
| українці       | 2              | < 0,1%   |
| болгари        | 1              | < 0,1%   |

Рідною мовою назвали:
| Мова       | Кількість осіб | Відсоток |
| ---------- | -------------- | -------- |
| румунська  | 6196           | 99,4%    |
| циганська  | 32             | 0,5%     |
| українська | 2              | < 0,1%   |
| угорська   | 1              | < 0,1%   |
| болгарська | 1              | < 0,1%   |

Склад населення комуни за віросповіданням:
| Релігія            | Кількість осіб | Відсоток |
| ------------------ | -------------- | -------- |
| православні        | 4569           | 73,3%    |
| п'ятдесятники      | 1200           | 19,3%    |
| не релігійні       | 10             | 0,2%     |
| римо-католики      | 9              | 0,1%     |
| адвентисти         | 7              | 0,1%     |
| греко-католики     | 1              | < 0,1%   |
| атеїсти            | 1              | < 0,1%   |
| не вказали релігію | 11             | 0,2%     |